# Route nationale 15 (Luxembourg)
Pour les articles homonymes, voir N15 et Route nationale 15.
La route nationale 15 est une route nationale luxembourgeoise reliant Ettelbruck à la frontière belge.